# 마스다 하루히코
마스다 하루히코(일본어: 増田晴彦1962년 10월 30일-)는 시즈오카현 후지시 출신의 만화가이다. 필명으로 요리우무시(寄生虫)라는 이름도 종종 쓴다.

## 약력
이바라키 대학의 만화동아리 "아나구무"에서 동인지활동을 시작했다. 대학 중퇴후, 도쿄로 상경하여, 만화가 가가미 아키라의 보조(어시스턴트)를 거쳐 잡지 〈漫画ブリッコ〉에 《MC시스터의 방》이라는 작품을 실음으로서 상업만화작가로 데뷔한다. 대표작인 전 9권으로 구성된 《휘룡전귀 나가스》이다. 주로 괴수,공룡,용등이 다수 등장하는 작품을 그려 괴수전문 만화가로 불리며, 남자는 굵은 필치로 남자답게, 여성은 귀엽고 섹시하게 그려내는 화풍이다.